# 王村街道 (大同市)
王村街道，是中华人民共和国山西省大同市云冈区下辖的一个乡镇级行政单位。2021年3月，撤销王村街道，原王村街道的行政区域为鸦儿崖乡的行政区域。

## 行政区划
王村街道下辖以下地区：
黑流水街社区、小楼街社区和东山头街社区。